# Вуэ, Симон
Симо́н Вуэ́ (фр. Simon Vouet; 9 января 1590, Париж, Королевство Франция — 30 июня 1649, там же) — французский живописец академического направления, портретист, мастер аллегорических картин и декоратор интерьера. С 1627 года — «первый живописец короля» Людовика XIII.

## Биография
Симон Вуэ родился 9 января 1590 года в Париже. Его отец Лоран Вуэ был живописцем и научил его азам искусства. Брат Симона — Обен Вуэ (1595–1641) также был художником; жена Симона Вирджиния да Веццо, их сын Луи-Рене Вуэ, два их зятя, Мишель Дориньи и Франсуа Тортебат, и их внук Людовико Дориньи — тоже художники. В то время его отец работал в Лувре и участвовал в создании Королевской площади в столице; он был удостоен королём Генрихом IV звания «придворного живописца» и выполнял множество декоративных и кустарных работ. Симон помогал отцу и рано овладел мастерством. В четырнадцать лет он отправился в Англию и в Лондоне написал заказной портрет знатной дамы.
В 1611 году в свите барона де Санси, французского посла в Османской империи, Симон Вуэ побывал в Константинополе, написал по памяти портрет султана Ахмеда I. Пейзажи, восточные костюмы, тюрбаны, караваны, китайские шелка, индийские хлопчатобумажные изделия навсегда запомнились художнику; с этим связана своеобразная «эстетика тканей», прозрачностей и вуалей, а также особая головокружительная лёгкость и воздушность, которые пронизывают декоративно-монументальные работы этого живописца. Из Константинополя в 1612 году он отправился в Венецию, изучал живопись Тициана, Веронезе и Тинторетто.
В начале 1614 года он обосновывается в Риме. В течение пятнадцати лет Вуэ жил и работал в Италии. У него появились многочисленные заказчики, среди них кардинал Барберини, который в 1623 году будет избран папой под именем Урбана VIII. В Риме Вуэ, как и многие художники его поколения, испытал влияние мощного искусства Караваджо и караваджизма. Он выполнял монументальные росписи. Наиболее значительные из них — в церкви Сан-Лоренцо-ин-Лучина, в Риме: две драматические сцены из жизни Святого Франциска Ассизского (1624). Важной работой стал алтарь для собора Святого Петра в Риме (1625—1626, позднее разрушен, сохранились лишь фрагменты); портреты, из которых наиболее известны «Автопортрет» (1627), аллегории (знаменитая аллегория «Побеждённое время» (1627), в музее Прадо, Мадрид).
В Риме Вуэ получал пенсион от короля Франции, а его покровителями помимо семьи Барберини, были Кассиано даль Поццо, Джордано Орсини и Винченцо Джустиниани. Он также посетил другие города Италии: Болонья с академией братьев Карраччи, Милан и Неаполь. С 1620 по 1622 год он работал в Генуе у князей Дориа. Находясь в Риме, он подружился с художницей Артемизией Джентилески и в 1623 году написал её портрет. Он также поддерживал дружеские отношения с Никола Пуссеном и Клодом Мелланом из Лотарингии, работавшими в Риме, а также с многими современными итальянскими художниками.

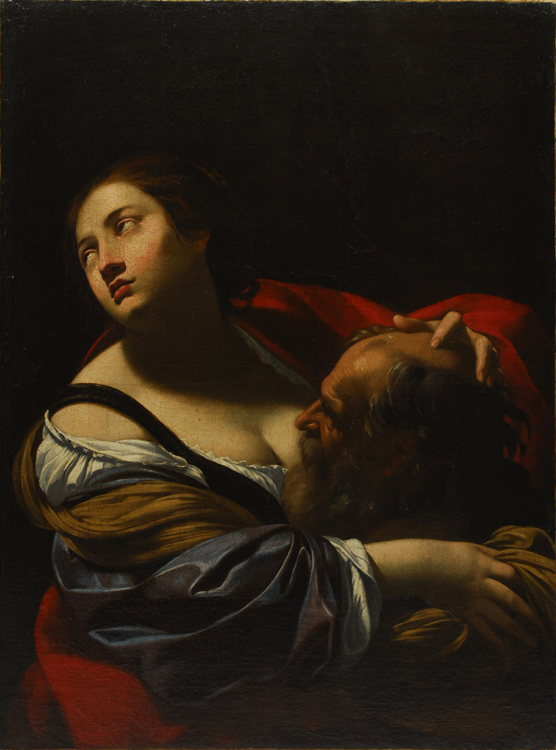
Отцелюбие римлянки. Холст, масло. Рязанский областной художественный музей им. И. П. Пожалостина

В 1624 году Симон Вуэ выбран принцепсом (председателем) Академии Святого Луки в Риме. 21 апреля 1626 года он женился на Вирджинии Вецци (итал. Virginia Vezzi; ок. 1601—1638), юной римлянке, «художнице, известной своей красотой», которая стала его ученицей и моделью для его «Мадонн», а позже — матерью его пятерых детей. Вирджиния Вуэ умерла во Франции в 1638 году. Два года спустя Вуэ женился на французской вдове Радегонде Беранже, от которой у него родилось ещё трое детей.
В 1620-е годы у Вуэ проявляется интерес к античности, эпохе Римской империи, её культуре и традициям. К этому периоду относят картину «Отцелюбие римлянки», хранящуюся в России в Рязанском областном художественном музее им. И. П. Пожалостина.
В 1627 году король Людовик XIII вызвал художника во Францию, где он был назначен «первым живописцем короля» (Premier peintre du Roi). В 1630 году Вуэ получил квартиру и мастерскую в Лувре. Людовик XIII заказывал своему художнику парадные портреты, картины для Лувра, Люксембургского дворца и замка Сен-Жермен-ан-Ле. В 1632 году он работал для кардинала Ришельё во дворце Пале-Рояль и замке Мальмезон. В 1631 году он украсил замок де Фурси в Шесси, отель Буйон, замок маршала д’Эффиа в Шийи, отель герцога д’Омона, капеллу канцлера Сегье и галерею замка Видевиль. Вуэ выполнял алтарные картины для парижских церквей, таких как Сент-Эсташ (1635) и Сент-Поль-Сент-Луи («Представление Иисуса в храме», 1640—1641 годы, 383х132 см. В настоящее время эта монументальная работа находится в Лувре).
Симон Вуэ руководил мастерской королевских шпалер и сам изготавливал картоны для тканых ковров. Последовали многочисленные заказы на росписи, оформление замков, церквей, частных домов, как в Париже, так и в загородных резиденциях. Эти росписи не дошли до нашего времени; фрагменты сохранились в замках Фонтенбло и в Пале Рояль в Париже.

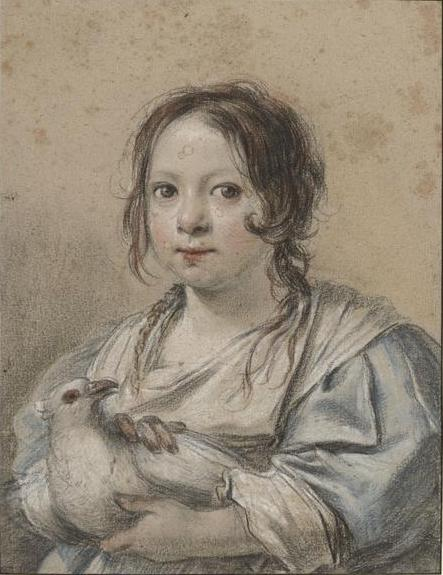
Портрет Анжелики Вуэ. Картон, пастель. Лувр, Париж

Парижская мастерская Симона Вуэ создала целую школу французских художников следующего поколения. Его самым влиятельным учеником был Шарль Лебрен, который возглавил все декоративные работы в Большом Версальском дворце и диктовал официальный «Большой стиль» при дворе Людовика XIV во Франции, но который ревниво исключил Вуэ из Королевской академии в 1648 году. Среди других учеников Вуэ были караваджист Валантен де Булонь, Франсуа Перье, Николя Шаперон, Мишель Корнель Старший, Шарль Пёрсон, Пьер Даре, Шарль Альфонс дю Френуа, Пьер Миньяр, Эсташ Лесюэр, Клод Меллан, фламандский художник Абрахам Виллартс, Никола Дориньи и Франсуа Тортебат. Двое последних стали его зятьями. Ландшафтный архитектор Андре Ленотр, создатель садов Версаля, также был учеником Вуэ. Также в кругу Вуэ был друг его итальянских лет Клод Виньон.
Вуэ умер в осаждённом Париже периода Фронды в 1649 году. Его слава со временем померкла. Симон Вуэ впал в относительную безвестность и в XIX веке был практически забыт, вплоть до появления монографии Уильяма Р. Крелли в 1962 году, а затем большой ретроспективной выставки работ Вуэ в Гран-пале в Париже в 1990—1991 годах.

## Художественный стиль
По определению Дональда Познера «Когда Вуэ вернулся в Париж в 1627 году, французское искусство было до боли провинциальным и, по итальянским меркам, отстало от времени более чем на четверть века. Вуэ представил новейшую моду, воспитал группу талантливых молодых художников — и публику тоже — и они обновили Париж».
Стиль Вуэ оказался новым, но явно итальянским, привнёсшим итальянское барокко во Францию. Французский современник, не знавший термина «барокко», сказал: «В его время искусство живописи стало практиковаться здесь более благородно и красиво, чем когда-либо прежде». Картины Вуэ отличают большая точность и основательность в воспроизведении деталей архитектуры; обычно он предпочитает неглубокое пространство, сосредотачиваясь на экспрессии движений отдельных фигур или же групп. К 1627 году его палитра высветляется и живопись становится более свободной и красочной. 1634—1637 годы — наиболее успешный период его творчества, его характеризуют картины-аллегории, такие как «Богатство» и «Милосердие» (ныне в парижском в Лувре).
На некоторое время слава Вуэ померкла, но тем не менее он всегда имел многочисленные заказы. Он написал ряд значительных картин на мифологические и библейские сюжеты, как «Смерть Дидоны» (1642) и «Венера и Адонис» (музей Гетти в Малибу). В поздний период Вуэ был настолько занят заказами, что это стало сказываться на качестве его живописи. Он часто впадал в схематизм, а краски утратили свою прежнюю силу, что объяснялось и возросшим участием помощников его мастерской в выполнении заказов.
Одно из примечательных произведений позднего Вуэ — «Сатурн, побеждённый Надеждой, Красотой и Любовью», 1645—46 годы (187х142 см, музей Берри (фр.) в Бурже) — аллегория побеждённого времени.
Пять картин Вуэ и одна его мастерской имеются в собрании санкт-петербургского Эрмитажа, среди них выделяется «Аллегорический портрет Анны Австрийской в образе Минервы».
Многие критики весьма сдержанно оценивали творчество этого «скучного художника» из-за присущего ему натурализма, изъянов колористического решения и чувства цвета, напыщенность и выхолощенность содержания. А. Н. Бенуа в своём знаменитом «Путеводителе по картинной галерее Императорского Эрмитажа» также выразил своё авторитетное, но откровенно-критическое мнение:

 Среднее положение между натуралистами и академиками занимает ряд даровитых художников с эффектным, но очень поверхностным Симоном Вуэ во главе. Вуэ имел у современников (не только на родине, но и в Италии) колоссальный успех, и это отразилось на его искусстве в невыгодную сторону. Первоначальные картины Вуэ, вроде эрмитажной «Смерти Лукреции», обличают строгость и совершенную зависимость от формул Корреджо. Но затем Вуэ отходит от этого стиля и начинает подражать модным итальянцам вроде Гвидо Рени и Ланфранко, колорит становится более цветистым, освещение более разбитым, рисунок и композиция, в их искании лёгкой элегантности, небрежными. Однако и в таких картинах встречаются куски отличной живописи… 

## Вуэ и Пуссен
В истории западноевропейского искусства важное место занимает заочное соперничество двух выдающихся французских художников XVII века. По данным А. Фелибьена, Пуссен во второй половине 1630-х годов посылал в Париж довольно много картин. В 1640 году король Людовик XIII, мечтая заполучить прославившегося в Италии живописца, обязывает Никола Пуссена приехать во Францию, сказав знаменитую фразу: «Ну, теперь Вуэ попался!». Он намеренно сталкивал двух художников, обещая им ведущее положение при парижском дворе. Вуэ был в дружеских отношениях с Пуссеном, но придерживался других политических и эстетических взглядов, и, вероятно, сознательно ничего не предпринял, чтобы остановить памфлеты своих сторонников и друзей против гениального художника.
Пуссен не хотел уезжать из Италии, но его, как и всех, соблазняли возможности королевских заказов, и он не был чужд честолюбия. Он тянул время, даже после того, как получил в апреле 1639 года вексель на дорожные расходы. Друзьям он откровенно писал, что, кажется, совершил безрассудство. 15 декабря 1639 года Пуссен даже просил Сюбле де Нойе освободить его от данного обещания приехать в Париж, чем вызвал сильное раздражение сюринтенданта. Переписка прервалась до 8 мая 1640 года, когда Поль Фреар де Шантелу был отправлен в Рим, чтобы привезти Пуссена в Париж. К делу привлекли кардинала Мазарини. После откровенных угроз, последовавших в августе, 28 октября 1640 года Пуссен выехал из Рима, в сопровождении Шантелу и его брата. С собой он также взял шурина Жана Дюге, но жену оставил в Вечном Городе. В конце концов Пуссен, вернулся в любимую Италию, придворного живописца из него не получилось, а Симон Вуэ занял вакантное место.

## Галерея

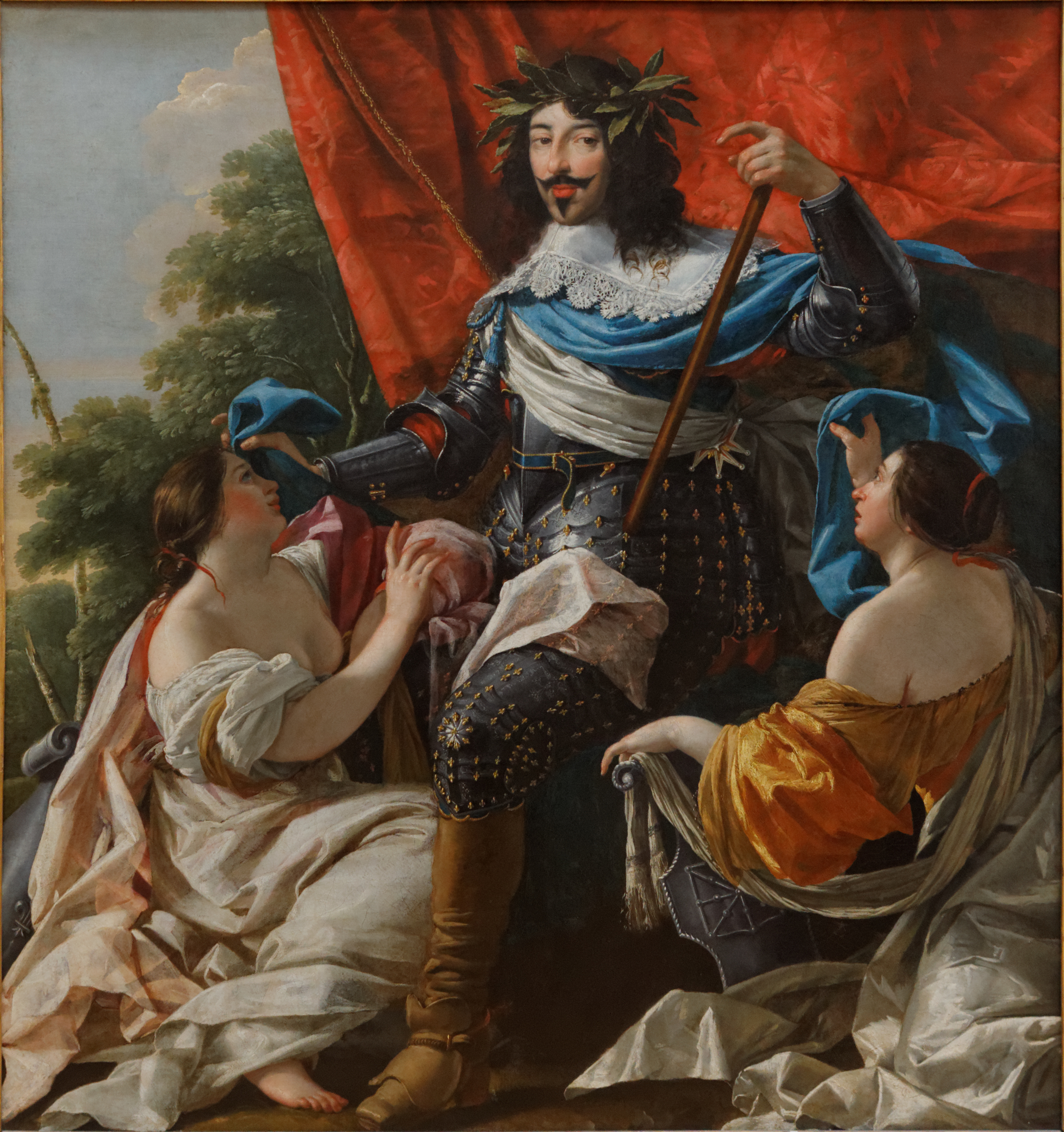
Король Людовик XIII. Холст, масло. Лувр, Париж
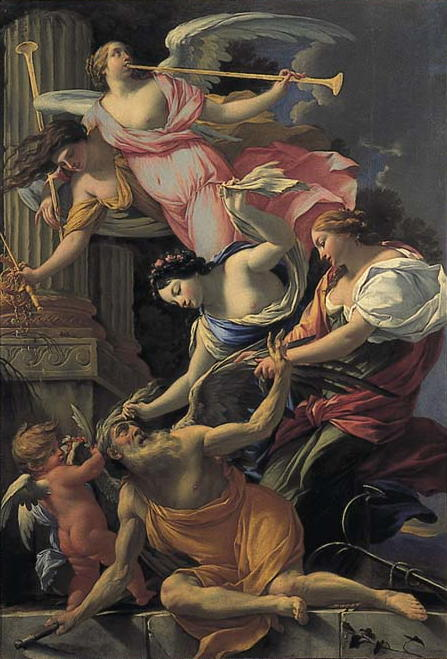
Время, побежденное любовью, Венерой и Надеждой. 1645. Холст, масло. Музей декоративного искусства, Бурже
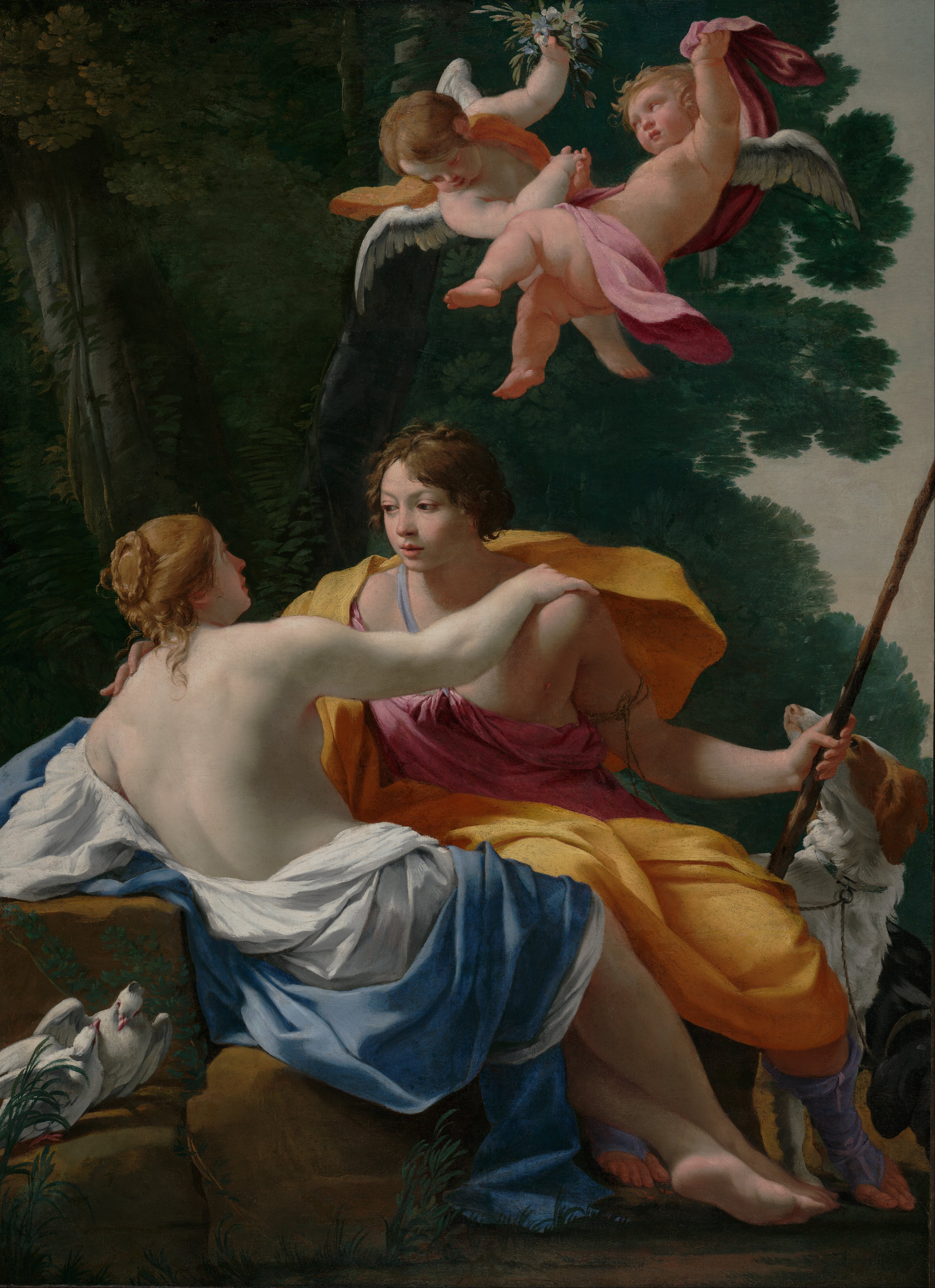
Венера и Адонис. Ок. 1642. Холст, масло. Центр Гетти, Лос-Анджелес
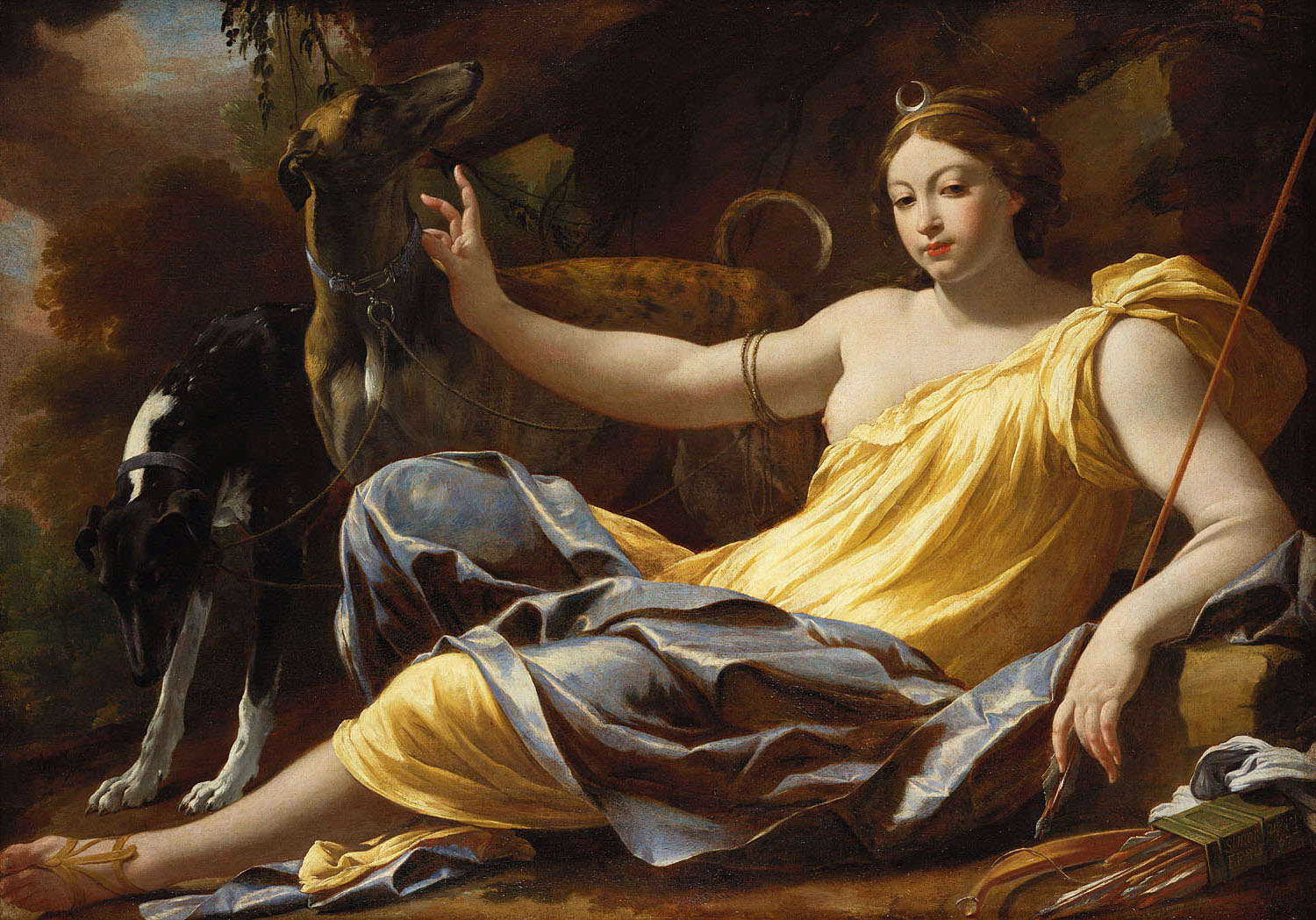
Диана. 1637. Холст, масло. Хэмптон-корт, Лондон
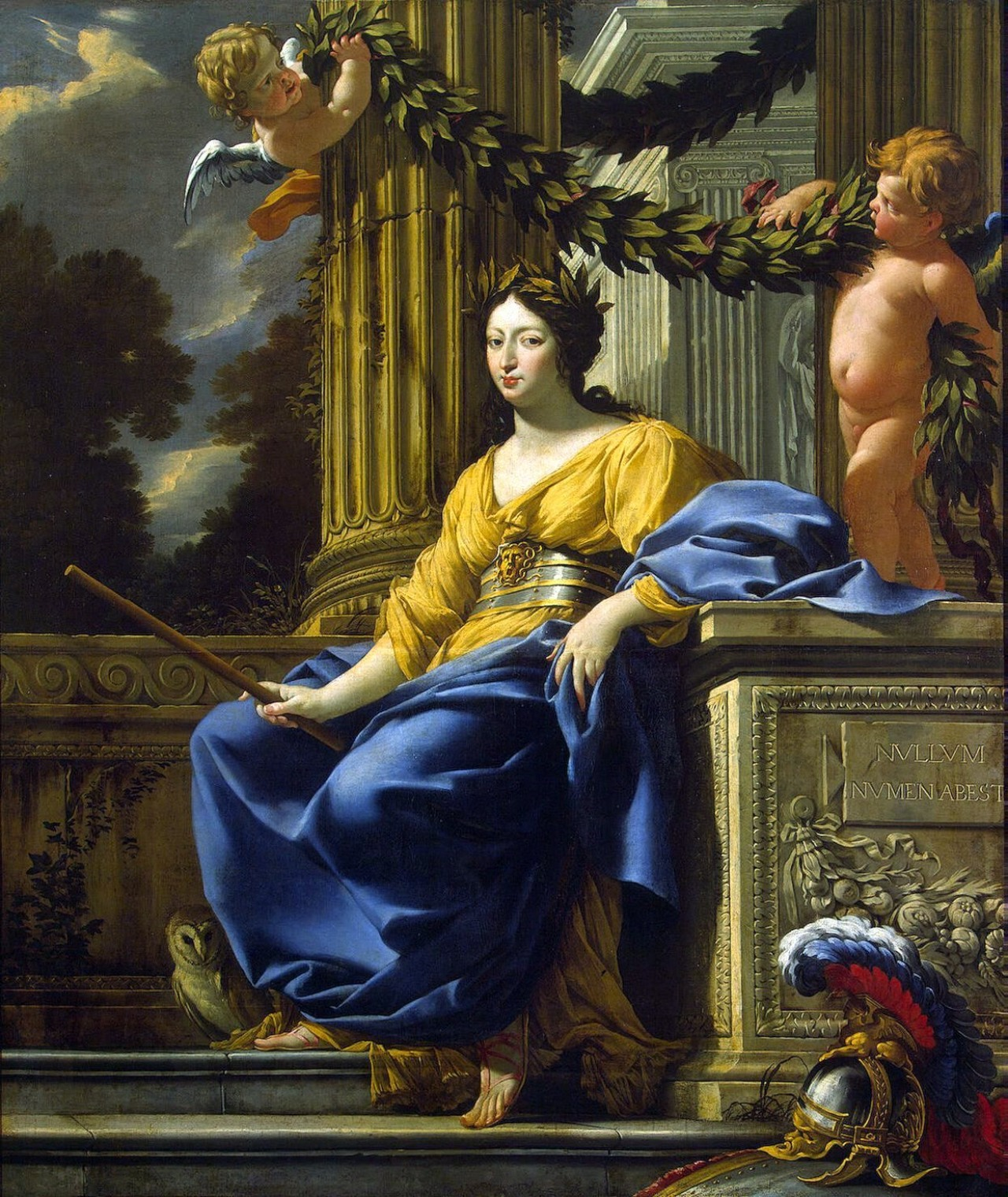
Аллегорический портрет Анны Австрийской в образе Минервы. Между 1643 и 1650. Холст, масло. Государственный Эрмитаж, Санкт-Петербург
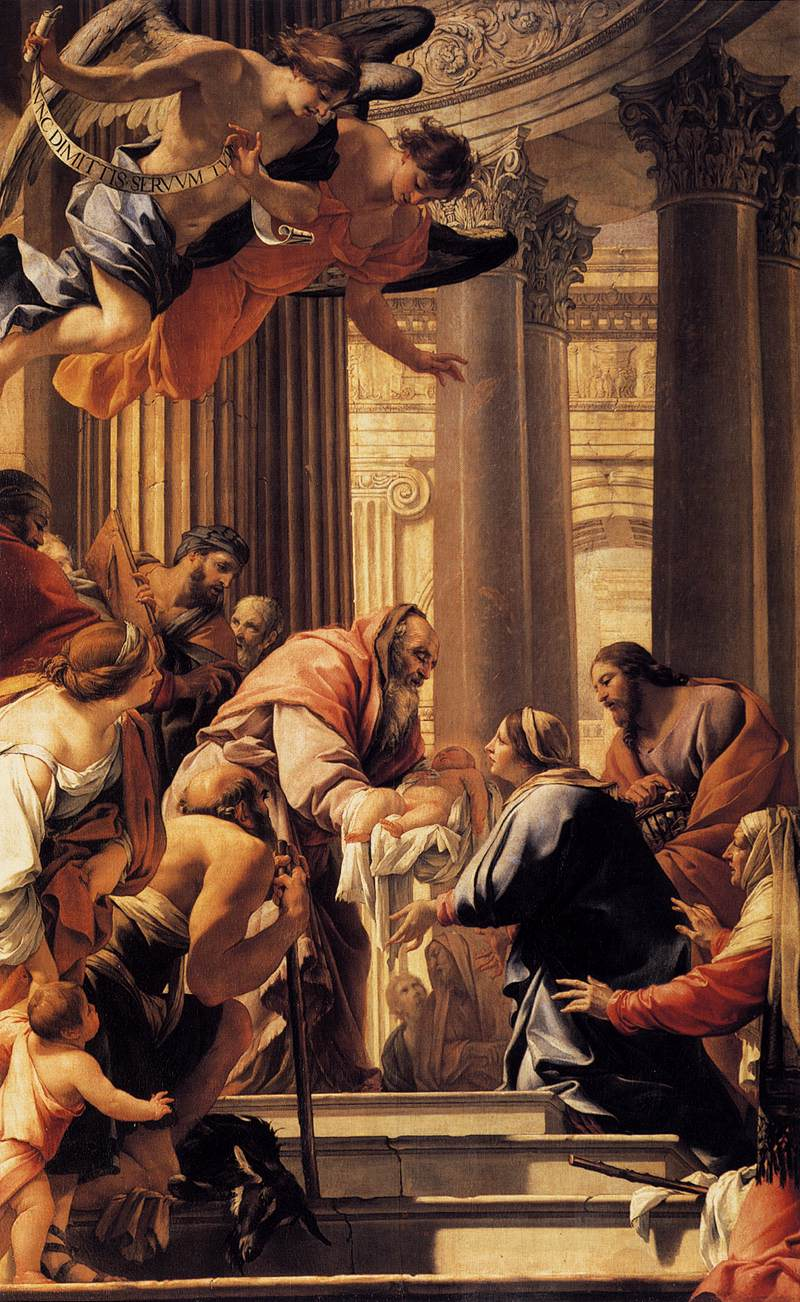
Представление Иисуса в храме. Между 1640 и 1641. Холст, масло. Лувр, Париж
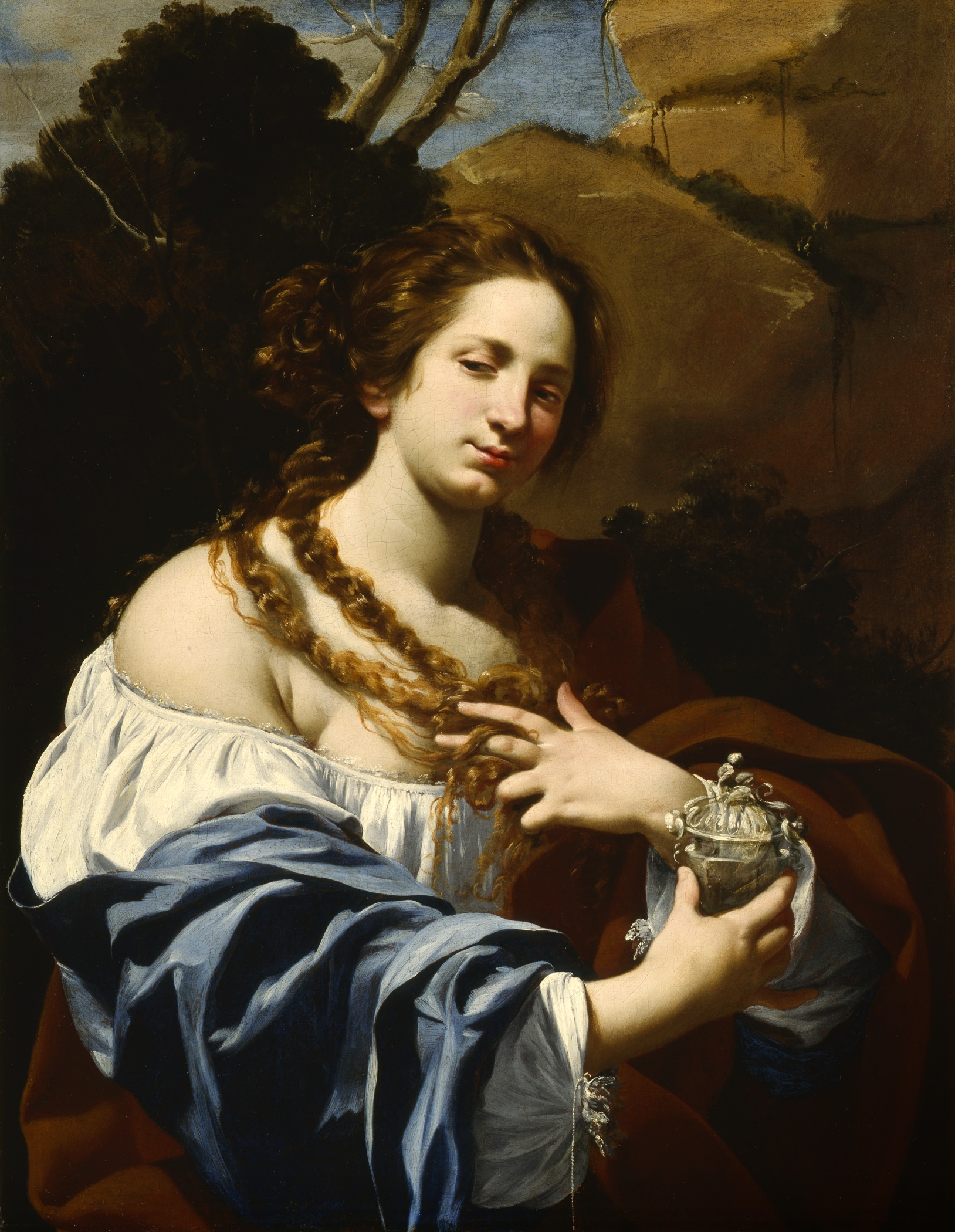
Вирджиния Вецци, жена художника, как Мария Магдалина. Ок. 1627. Холст, масло. Музей искусств округа Лос-Анджелес, США
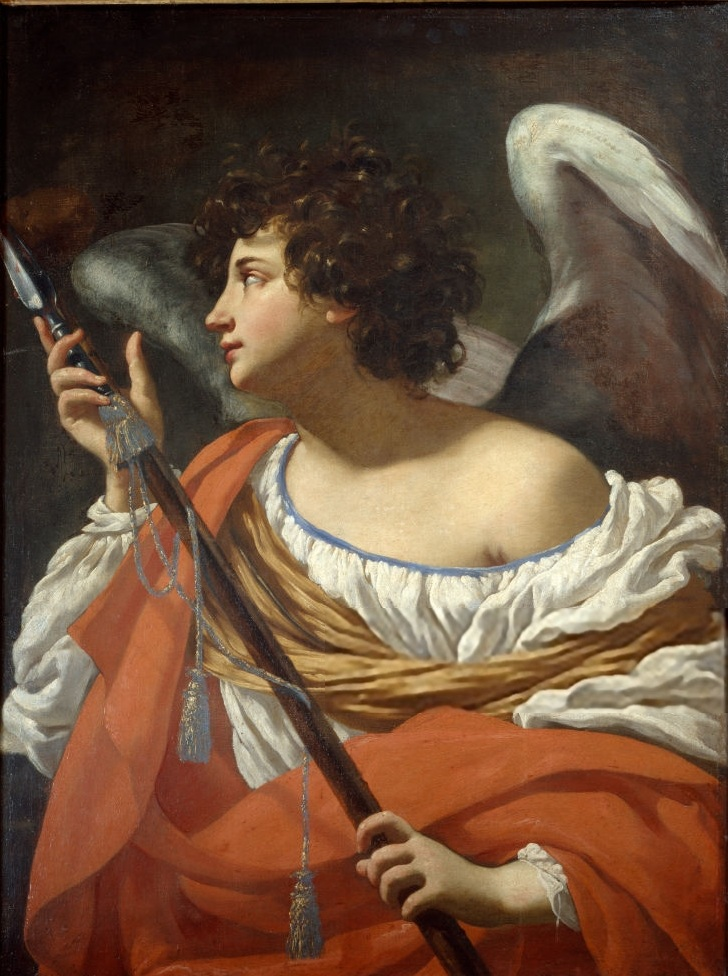
Aнгел с копьём Страстей. Между 1615 и 1625. Холст, масло. Галерея Каподимонте, Неаполь
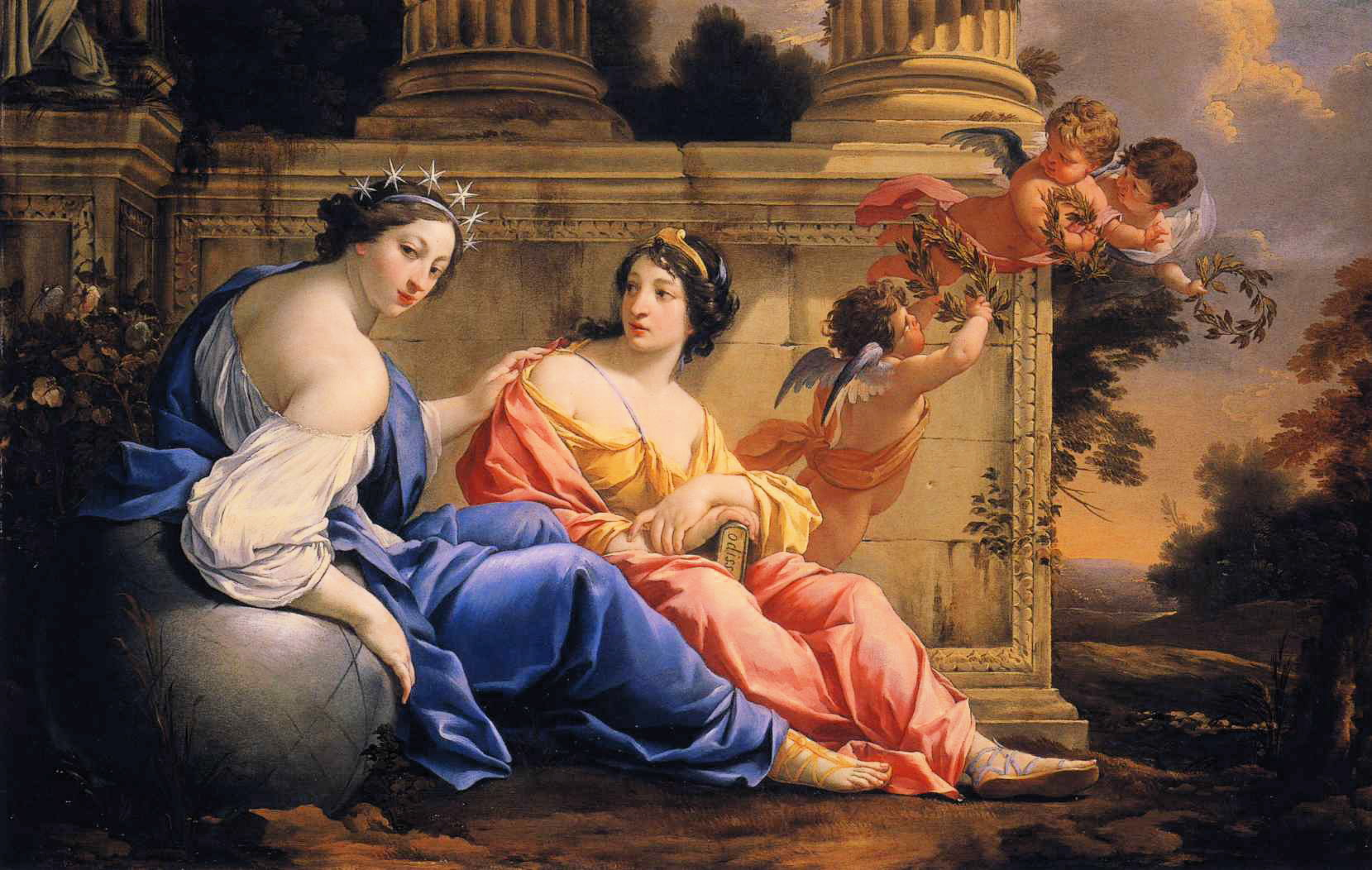
Музы Урания и Каллиопа. Ок. 1634. Дерево, масло. Национальная галерея искусства, Вашингтон
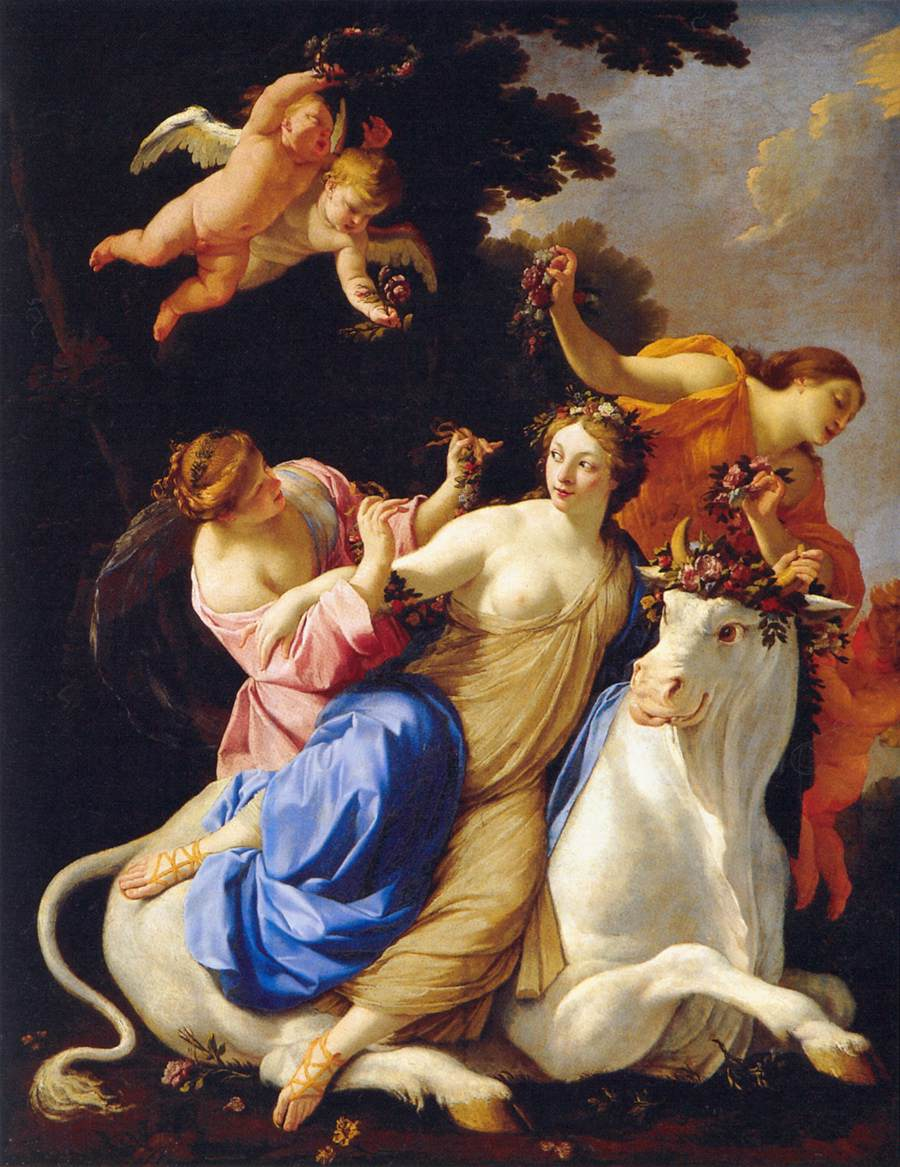
Похищение Европы. Ок. 1640. Холст, масло. Музей Тиссена-Борнемисы, Мадрид
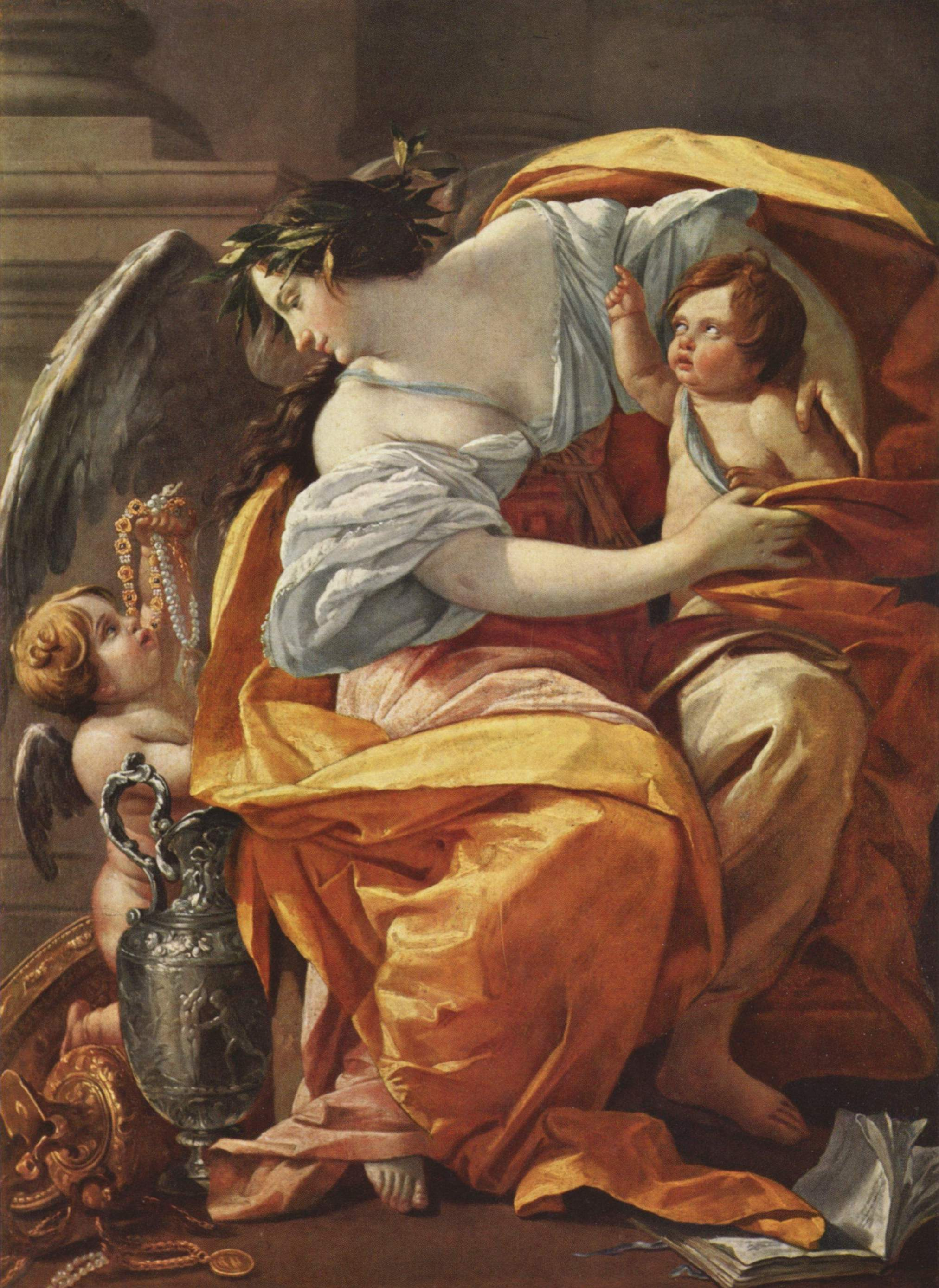
Аллегория Богатства. Между 1625 и 1650. Холст, масло. Лувр, Париж
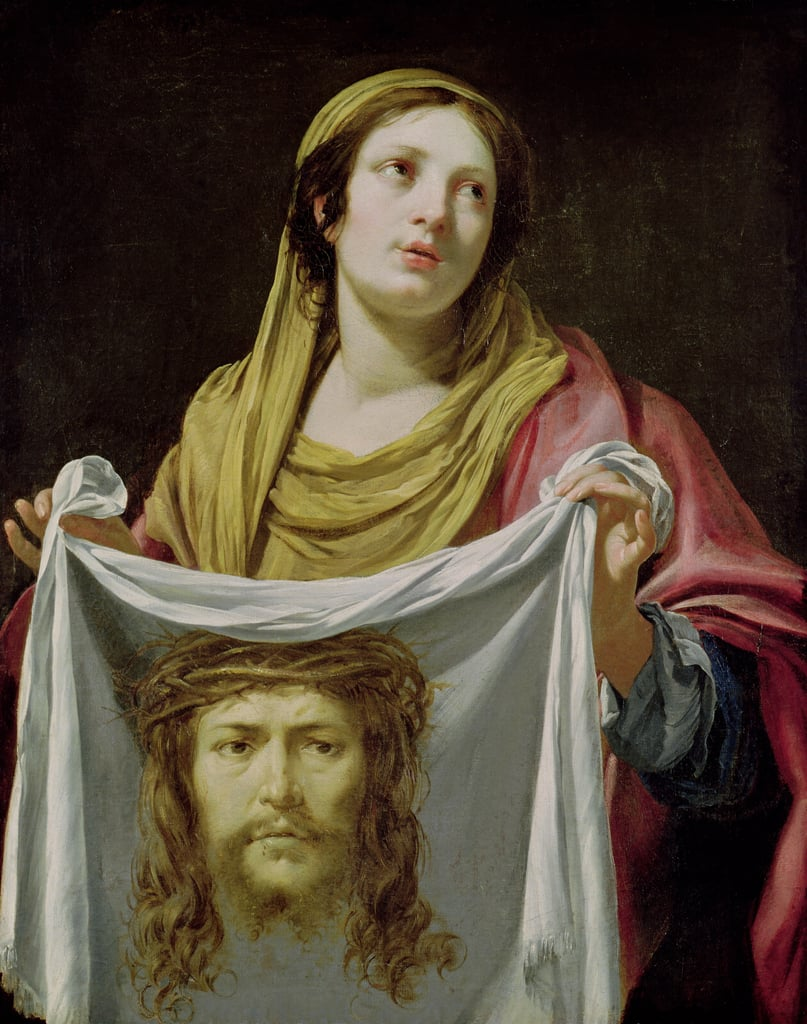
Святая Вероника. Музей Тессе, Ле-Ман, Франция